# Siedlce (województwo świętokrzyskie)
Siedlce – wieś w Polsce, położona w województwie świętokrzyskim, w powiecie kieleckim, w gminie Chęciny.
| SIMC    | Nazwa      | Rodzaj    |
| ------- | ---------- | --------- |
| 0234420 | Chałupki   | część wsi |
| 0234590 | Murowaniec | część wsi |

W latach 1975–1998 miejscowość położona była w województwie kieleckim.
W pobliżu znajduje się odkrywka wapienia, obecnie nie podlegająca eksploatacji, zalana wodą. Stanowi ona obecnie teren rekreacyjny.